# Sanctuaire des Martyrs coréens de Saenamteo

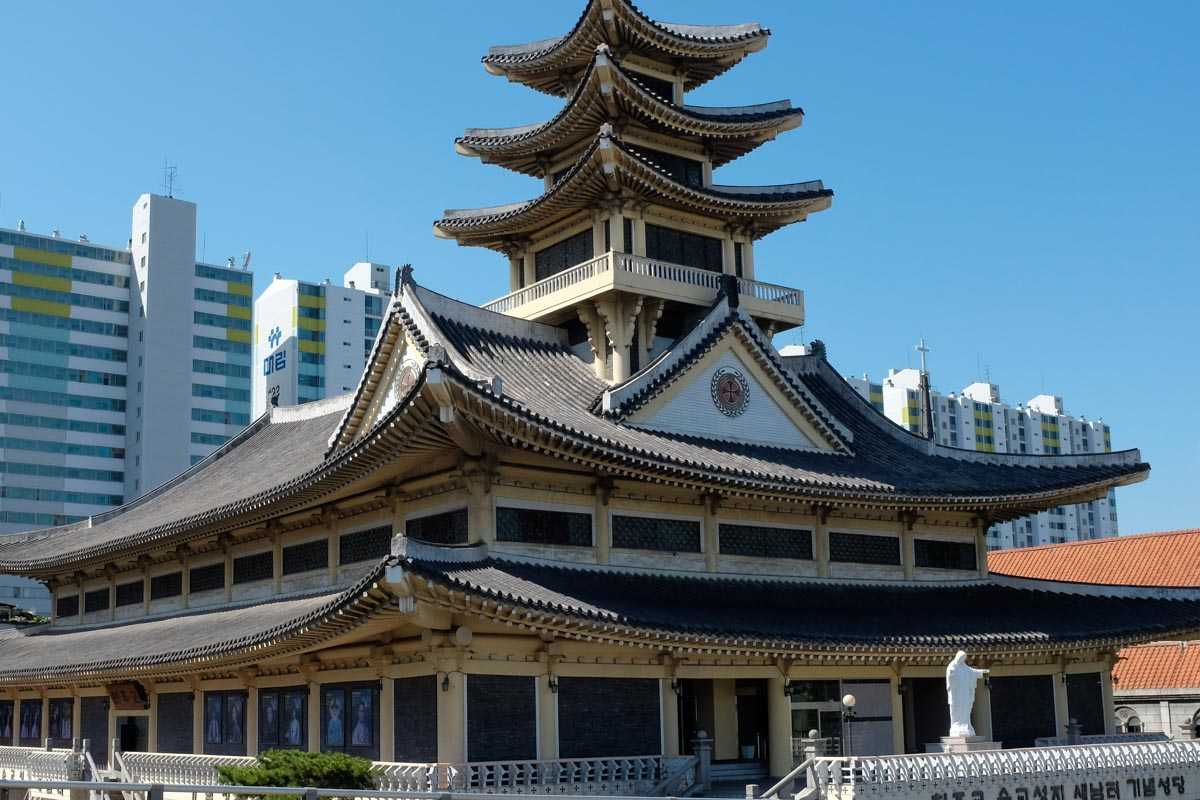
Le sanctuaire des Martyrs de Saenamteo à Séoul.

Saenamteo (새남터) sur la rive droite du Han dans l'actuelle Séoul était un camp d'entraînement militaire et le lieu d'exécution des opposants politiques à la dynastie Chosŏn. En particulier les six ministres martyrs (ou Sayuksin/사육신) exécutés en 1456, et de nombreux martyrs catholiques de 1838 à 1867 dont neuf français (sept prêtres et deux évêques). Saenamteo est aujourd'hui le mémorial de ces martyrs catholiques.
Au cours de la persécution de 1846, le père André Kim Taegon, le premier prêtre catholique coréen, et Hyeon Seok-mun, qui a écrit le Journal de Gihae pour relater l'histoire de l'Église catholique de Corée sous la dynastie Chosŏn, ont été exécutés à Saenamteo. Le père Kim le 16 septembre, et Hyeon Seok-mun le 19 septembre. 